# Aventoft Sogn
Aventoft Sogn (på tysk Kirchspiel Aventoft) er et sogn i det nordlige Sydslesvig, tidligere i Viding Herred (Tønder Amt), nu Aventoft Kommune i Nordfrislands Kreds i delstaten Slesvig-Holsten. 
I Aventoft Sogn findes flg. stednavne:
- Aventoft
- Broderskog (Broderskoog)
- en del af Brunodderkog
- Døtgebøl (Dötgebüll)
- Fiskerhuse (Fischerhäuser)
- Foggebøl (Foggebüll)
- Fresmark el. Frismark (Freesmark)
- Fuglehallig (Vogelhallig)
- Hungerborg
- Klint (Klindt)
- Merlinghuse
- Merlingsmark
- Nyhus (Verlath)
- Nykro
- Nymark
- Oksholm
- Ringsværre (Ringswarft)
- Rosenkrans (også Rosenkrands, Rosenkranz)
- Teglmark